# دانیل فرانسیس
دانیل فرانسیس (انگلیسی: Daniel Francis؛ زادهٔ ۱ اکتبر ۱۹۸۶) فوتبالیست اهل جمهوری دومینیکن است.
از باشگاه‌هایی که در آن بازی کرده‌است می‌توان به باشگاه فوتبال آرسنال، باشگاه فوتبال لیتون اورینت، تیم ملی فوتبال دومینیکا، باشگاه فوتبال اینفیلد تاون، باشگاه فوتبال اولی، باشگاه فوتبال کانوی ایسلند، باشگاه فوتبال پوترز بار تاون، باشگاه فوتبال والتونو هرشام، باشگاه فوتبال بیشاپس استورتفورد، باشگاه فوتبال اولی، باشگاه فوتبال تیلبوری، و باشگاه فوتبال تاروک اشاره کرد.
وی همچنین در تیم ملی فوتبال جمهوری دومینیکن بازی کرده‌است.